# Aloma
Aloma es una novela de la escritora Mercè Rodoreda escrita en 1936. Recibió el premio Joan Crexells en 1937 y se publicó al año siguiente. Rodoreda rechazó buena parte de sus primeras obras, que consideró de baja calidad. De las obras de preguerra únicamente salvó Aloma, que revisó a conciencia el año 1968.
Es la novela psicológica más importante de Mercè Rodoreda, donde se tratan las relaciones entre un hombre maduro y una mujer joven.
En el año 2008, ha sido representada por el grupo teatral Dagoll Dagom en forma de obra musical.

## Argumento
La acción tiene lugar en Barcelona en 1934. Cuenta la historia de una adolescente huérfana que vive con su hermano Joan, la mujer de este, Anna, y su hijo Dani, en el barrio de Sant Gervasi. Es una chica ingenua, tímida, con poca autoestima y sobre todo muy solitaria, marcada por la experiencia de crecer sin padres y por el suicidio de su hermano mayor Daniel.
La cotidianidad de Aloma se rompe cuando Robert, el hermano de Anna que vive en América viene a pasar una temporada en su casa. Aloma pronto siente hacia él una mezcla de atracción y repulsión. La joven cree que nadie lo quiere y, aunque está muy confusa, se enamora de Robert.
Poco después, el pequeño Dani se pone enfermo y, recomendado por el médico, marcha con su madre a la casa de unos amigos en el campo, para que con el cambio de aires se recupere. Mientras Joan se muestra bastante despreocupado.
Aloma se siente cada vez más sola y se acerca más a Robert: con él vive el primer beso y la primera experiencia sexual. Vive feliz aquella época de amor, pero piensa que Robert no la quiere porque tiene otra mujer que le espera en América.
Por otra parte, Joan mantiene una relación con Coral, una chica atractiva pero superficial y presumida que sólo busca dinero y que se aprovecha de él. Por ella termina perdiendo la casa con jardín que tanto quería Aloma. La chica hará lo posible para recuperarla y se humilla ante Coral primero, y Robert después, para conseguir el dinero. Pero no consigue nada y poco tiempo después tienen que trasladarse a un piso.
Con el ambiente familiar deshecho, fracasa su relación con Robert. Aloma espera un hijo, pero decide no decirle nada porque se siente utilizada por él cuando sabe que tiene que volver y no lo volverá a ver más.
Aloma huye del piso donde vive, para siempre, después de la mala reacción de Anna cuando se entera de que está embarazada. Toma una decisión madura y valiente: ahora tiene la responsabilidad de sacar adelante su hijo. La joven deja atrás los recuerdos de su infancia y afronta con firmeza el futuro, ya en el mundo de los adultos.

## Resumen
Aloma es una chica huérfana que vive con su hermano Joan, su cuñada Anna y su sobrino Dani en la casa donde nació,  situada en el barrio de Sant Gervasi de Barcelona. No tienen mucho dinero, y los pocos ahorros que tenían los gastaron, su última esperanza es la llegada del hermano mayor de Anna, Robert, quien viene de América y Joan quiere emparejarlo con la inofensiva Aloma sin pedir su opinión. Aloma no quiere casarse con nadie, y si se casara alguna vez, él tendría que ser alguien que le amara de verdad y supiera qué quiere en cada momento.
La primera impresión que tiene de Robert es la de alguien desagradable, y que no le gusta nada, pero a medida que pasan los días se pone celosa cuando él sale, habla con chicas o las mira. Con la llegada de Robert todo el barrio se revoluciona y todas las chicas solteras del barrio van a verlo para saber cómo es ese chico que viene de las "américas". La primera en llegar es Coral, una chica que es guapa y se lo tiene muy creído, siempre tiene todos los hombres que quiere.
Un buen día Dani, el sobrino del Aloma, se pone muy enfermo, tiene mucha fiebre, y Aloma y Robert hacen turnos de noche para vigilarlo. A partir de este día Aloma y Robert comienzan a sentir algo el uno por el otro. Como Daniel no mejora, deciden que Anna y el niño vayan al campo, a la masía de unos amigos, para que éste se recupere. Antes de que Anna y Dani se marchen, Robert les invita al cine, pero Anna no se atreve y se queda con Joan, Aloma y Robert van. Después de la película es cuando comienza la pesadilla de Aloma. Al llegar a casa, Aloma le prepara un café, y cuando suben, él la besa. Al día siguiente Dani y Anna se marchan. Aloma y Robert no se dirigen la palabra durante mucho tiempo.
El día de la verbena de San Juan salen de casa, han decidido marcharse para celebrarlo en Montjuïc, pero pierden a Joan en las Ramblas y van Aloma y Robert solos. Es aquella noche cuando Aloma se entrega a Robert sin saber que está haciendo. A partir de ese día, Robert va cada noche, están muy enamorados, o eso es lo que Aloma cree.
Un día reciben un telegrama de Anna, debe volver a Barcelona, el niño está muy mal, a punto de morir, ha cogido una enfermedad del campo. Vuelven las noches de guardia y relevos, pero Daniel muere y Robert continúa visitándola cada noche. Una noche, Aloma le muerde el labio y él se marcha. Después de esto pasan días sin que se hablen. Ella está embarazada de Robert, pero no quiere decir nada.
Una mañana Joan se marcha a dar una vuelta y le cuenta lo mal que van las cosas económicas en casa. La casa tan querida por Aloma, aquel jardín, lo deberán vender. También le explica un asunto que tuvo con Coral y de un anillo de brillantes que él le regaló y que ahora Aloma debería ir a buscar, a pedir con caridad, con el mal genio que ella tiene. La otra opción era pedirle dinero a su querido Robert, y eso no lo podía hacer, porque él pensaría que ella (Aloma) se había vendido por un puñado de monedas, y no es verdad.
Aloma va a casa de Coral a pedirle el anillo de brillantes que su hermano le regaló, y como Aloma esperaba, no se lo quiere dar, se pelean y el anillo cae al patio de luces. Aloma se lo explica a su hermano, éste supo desde el principio que no tendría el anillo, así que tiene que pedir a Robert dinero. Pero éste le dice que no tiene, así, sin tener ninguna de las dos cosas, tienen que vender la casa.
Antes de irse, Anna le explica a Aloma que Robert ha recibido una carta de una mujer que le pide que vuelva a su lado, y éste acepta. Así pues Aloma se vuelve a quedar sola (primero muere su sobrino y luego su estimado se marcha hacia América). Robert se marcha sin saber que Aloma espera un hijo suyo. Cuando venden la casa y van a vivir al piso que compraron, Aloma comunica la noticia a su cuñada, pero nunca dirá quién es el padre. Lo que sí hará será buscar un trabajo para poder ayudar a su hermano y a su cuñada, y para más adelante cuidar a su hijo.

## Personajes
Aloma: Se trata de una chica joven, huérfana, sus padres y su hermano Daniel murieron a lo largo de su infancia, que vive con su hermano y su cuñada. Tiene el pelo largo y negro. Disfruta mucho leyendo novelas románticas, y por lo tanto, cuando llega Robert de América se deja llevar por la pasión del enamoramiento, se vuelve posesiva y celosa, ya que tiene ganas de que alguien la quiera. Sin embargo es una chica fuerte, y acepta la responsabilidad que conlleva un embarazo. 
Joan: Es el hermano de Aloma, está casado con Anna, con quien tiene un hijo llamado Dani. A pesar de esto, se enamora de Coral, ya que es más joven y divertida. Es un chico un poco inmaduro, que no sabe llevar la economía de la casa y les han de embargar.
Robert: Es el hermano mayor de Anna, que cuando llega mantiene una relación amorosa con Aloma, mucho más joven que él. Sin embargo, al marcharse, se niega a casarse con ella y no vuelve nunca más, dejándola sola y embarazada. Vive en América, donde tiene una relación estable con una mujer. 
Anna: Es la esposa de Joan y madre de Dani. Es una mujer frustrada, ya que sabe que Joan no le hace el caso que le habría de hacer. Sin embargo, prefiere callar y aguantar. Pese a que es bastante joven no lo parece por el cansancio.
Dani: Es el hijo de Joan y Anna, que lleva el nombre del hermano muerto de Aloma y Joan. Sus tíos son Aloma y Robert. Es un niño pequeño, mono y gracioso. Representa la inocencia y muere de una enfermedad en una masía de unos amigos donde debía mejorarse.
Coral: Es una chica amiga de la familia que, con su encanto, enamora a Joan.